# Huangyuan Chengguanzhen (häradshuvudort i Kina, Qinghai Sheng, lat 36,69, long 101,27)
Huangyuan Chengguanzhen (kinesiska: 湟源城关镇, 湟源县) är en häradshuvudort i Kina. Den ligger i provinsen Qinghai, i den nordvästra delen av landet, omkring 45 kilometer väster om provinshuvudstaden Xining. Antalet invånare är 136 632. Befolkningen består av 66 572 kvinnor och 70 060 män. Barn under 15 år utgör 17,0 %, vuxna 15-64 år 75 %, och äldre över 65 år 6,0 %.
Runt Huangyuan Chengguanzhen är det ganska tätbefolkat, med 207 invånare per kvadratkilometer. Huangyuan Chengguanzhen är det största samhället i trakten. Trakten runt Huangyuan Chengguanzhen består i huvudsak av gräsmarker.
Genomsnittlig årsnederbörd är 470 millimeter. Den regnigaste månaden är juli, med i genomsnitt 130 mm nederbörd, och den torraste är januari, med 2 mm nederbörd.